# Anatoli Garanine
Anatoli Sergueïevitch Garanine ou Anatoliy Garanin (en russe : Анатолий Сергеевич Гаранин), né à Moscou le 10 juin 1912 et mort dans la même ville le 7 avril 1990, est un photographe photojournaliste russe et soviétique.

## Biographie
Anatoli Garanine, photographe de la Grande Guerre patriotique, a travaillé pour RIA Novosti.
Anatoly Sergeyevich Garanin a collaboré avec de nombreux journaux et magazines moscovites depuis le milieu des années 1930. À partir de 1939, il est correspondant du journal illustré publié par la Pravda. Il y publie plusieurs essais photographiques, dont le plus célèbre est "Si demain la guerre".
Pendant la Seconde Guerre mondiale, il est correspondant du journal Frontovaïa Illustratsiya [Illustration du front de guerre]. Il filme les combats de l'armée soviétique sur différents fronts. Ses meilleures œuvres témoignent de la vérité de la situation de combat. Le cliché Mort d'un soldat est devenu l'un des classiques du photoreportage sur le front.
Dans les années d'après-guerre, son activité est liée au magazine Sovetski Soyouz [Union Soviétique] ; Garanine est l'un des principaux correspondants photographiques de cette édition. Il a également travaillé comme photographe de théâtre et de ballet, notamment pour le Théâtre Bolchoï, en photographiant des danseuses comme Galina Oulanova ou Olga Lepechinskaïa ; à partir de 1964, il a beaucoup travaillé pour le Théâtre de la Taganka à Moscou.
Il a été décoré de l'Ordre de la bannière rouge du travail, de l'Ordre de l'insigne d'honneur et de la médaille de la distinction au travail.
Les archives de Garanine (environ 50 000 unités) ont été transférées à l'agence RIA Novosti.
Il repose au cimetière de Vagankovsky.

## Galerie

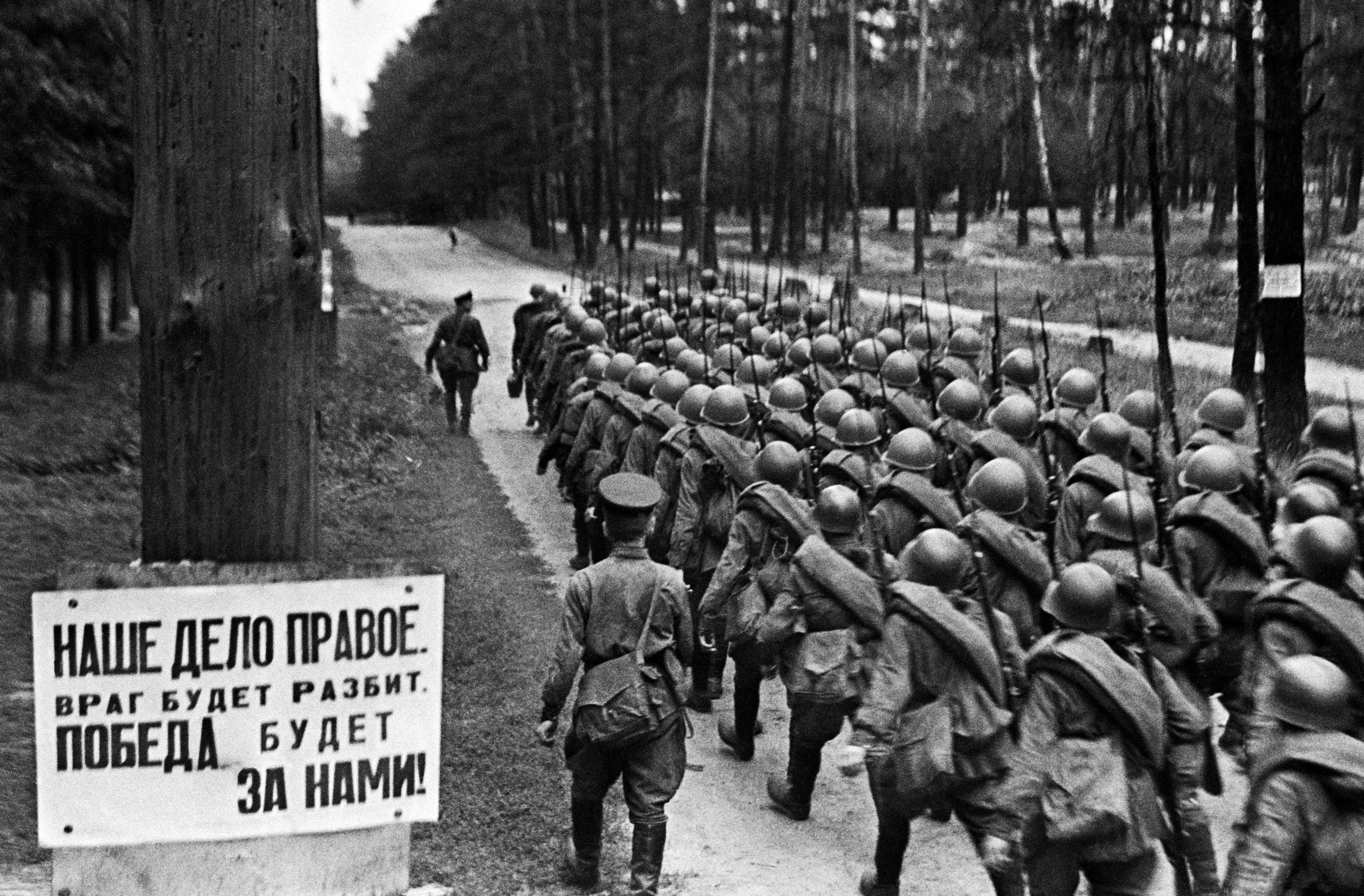
Recrues marchant en direction du front, 23 juin 1941.
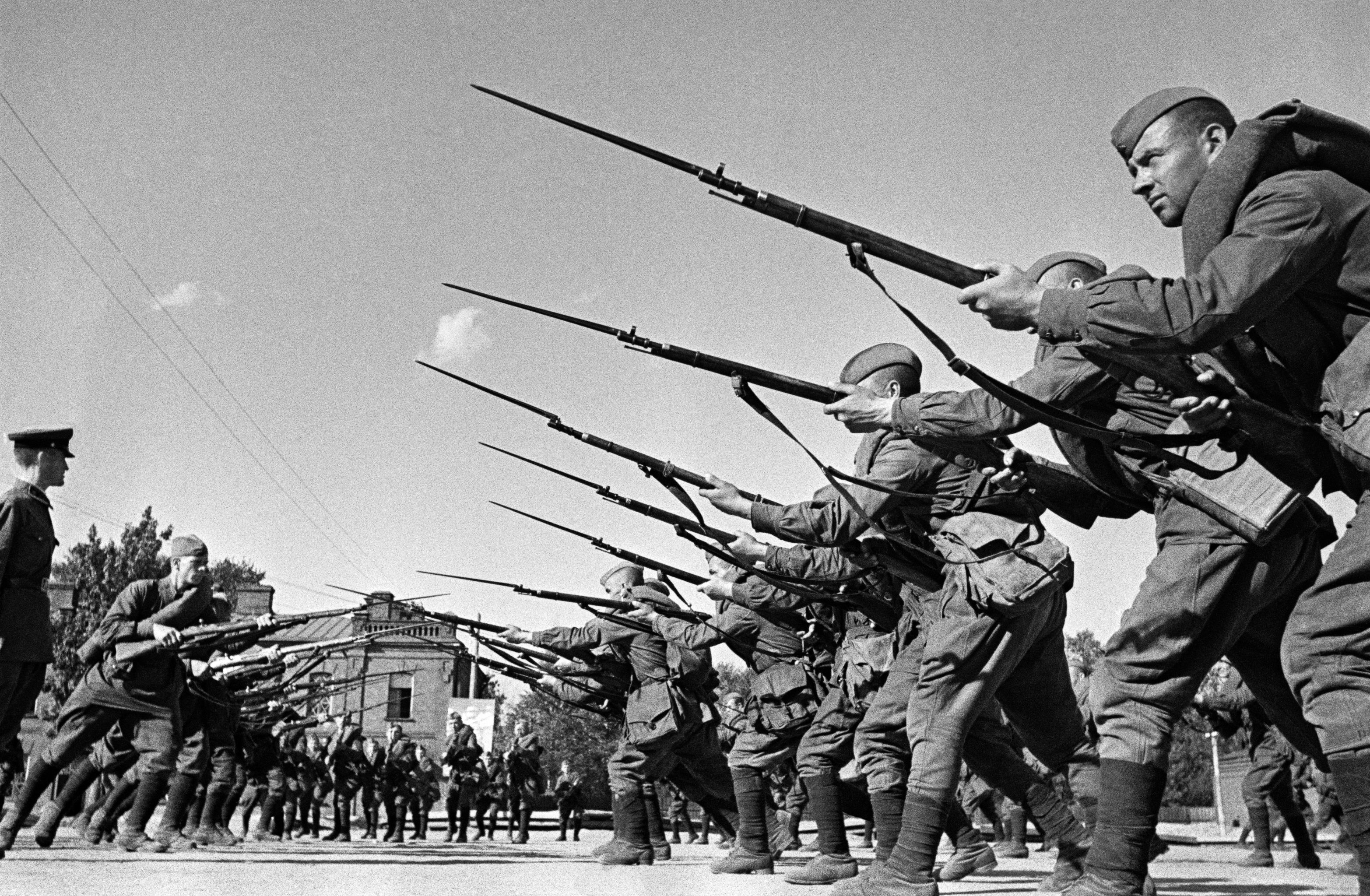
Soldats du régiment de Voroshilov s'entraînant avant d'aller au front, Moscou, 30 août 1941.
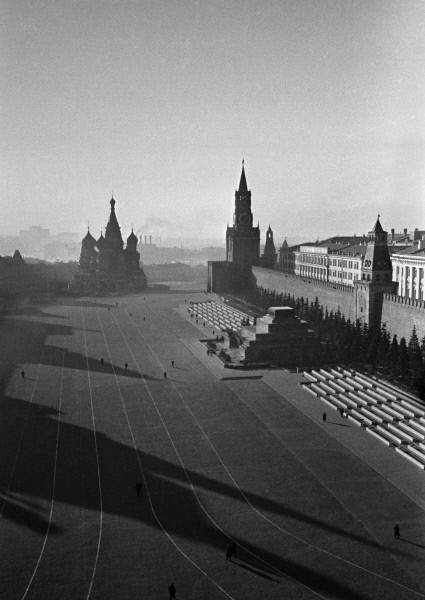
La Place Rouge à Moscou, 10 septembre 1941.
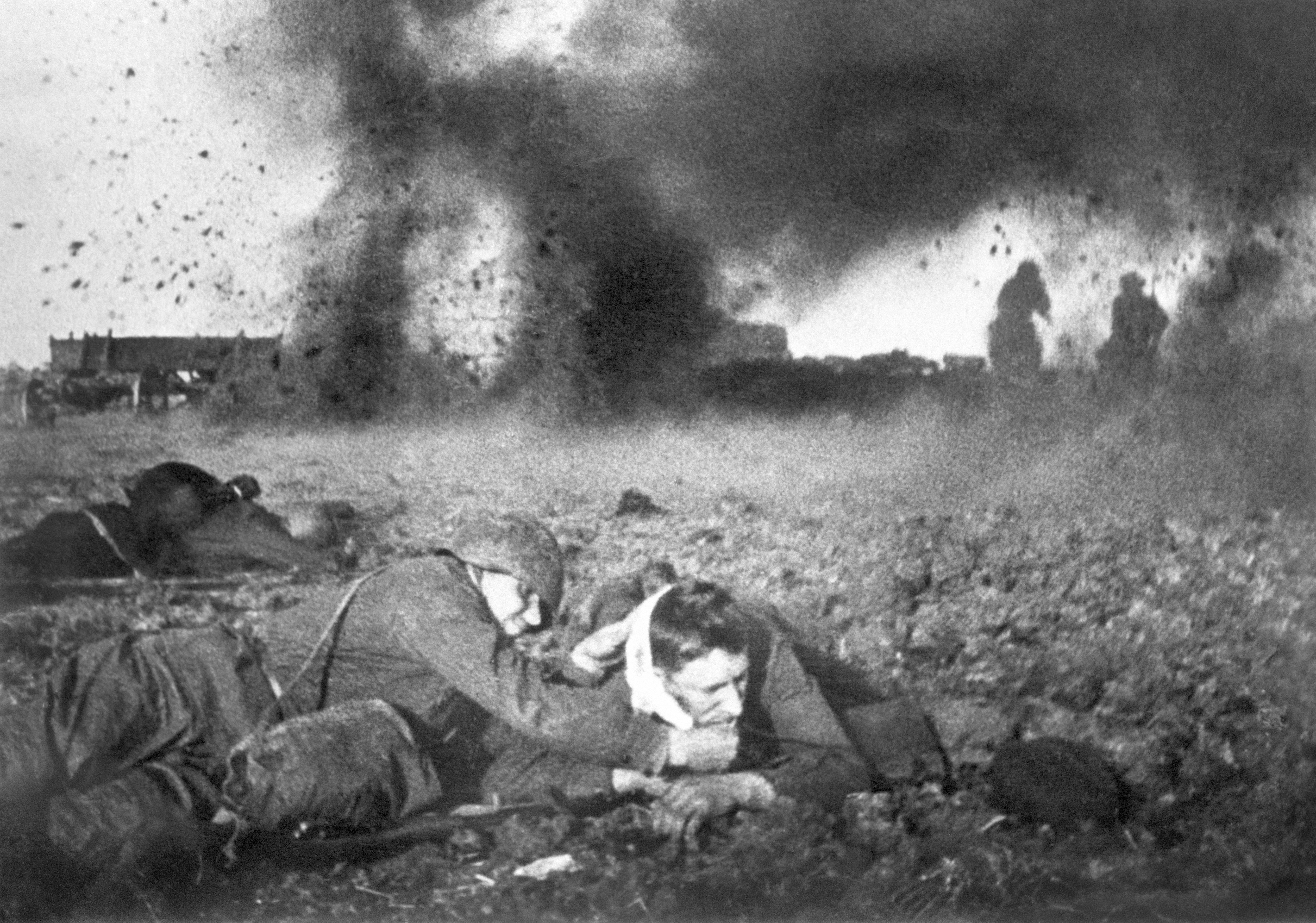
Combat près de Moscour, septembre 1941.
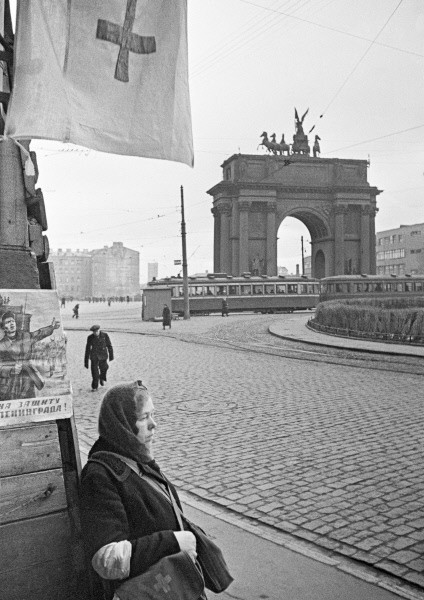
Poste sanitaire à la porte de Narva à Leningrad, 9 octobre 1941.
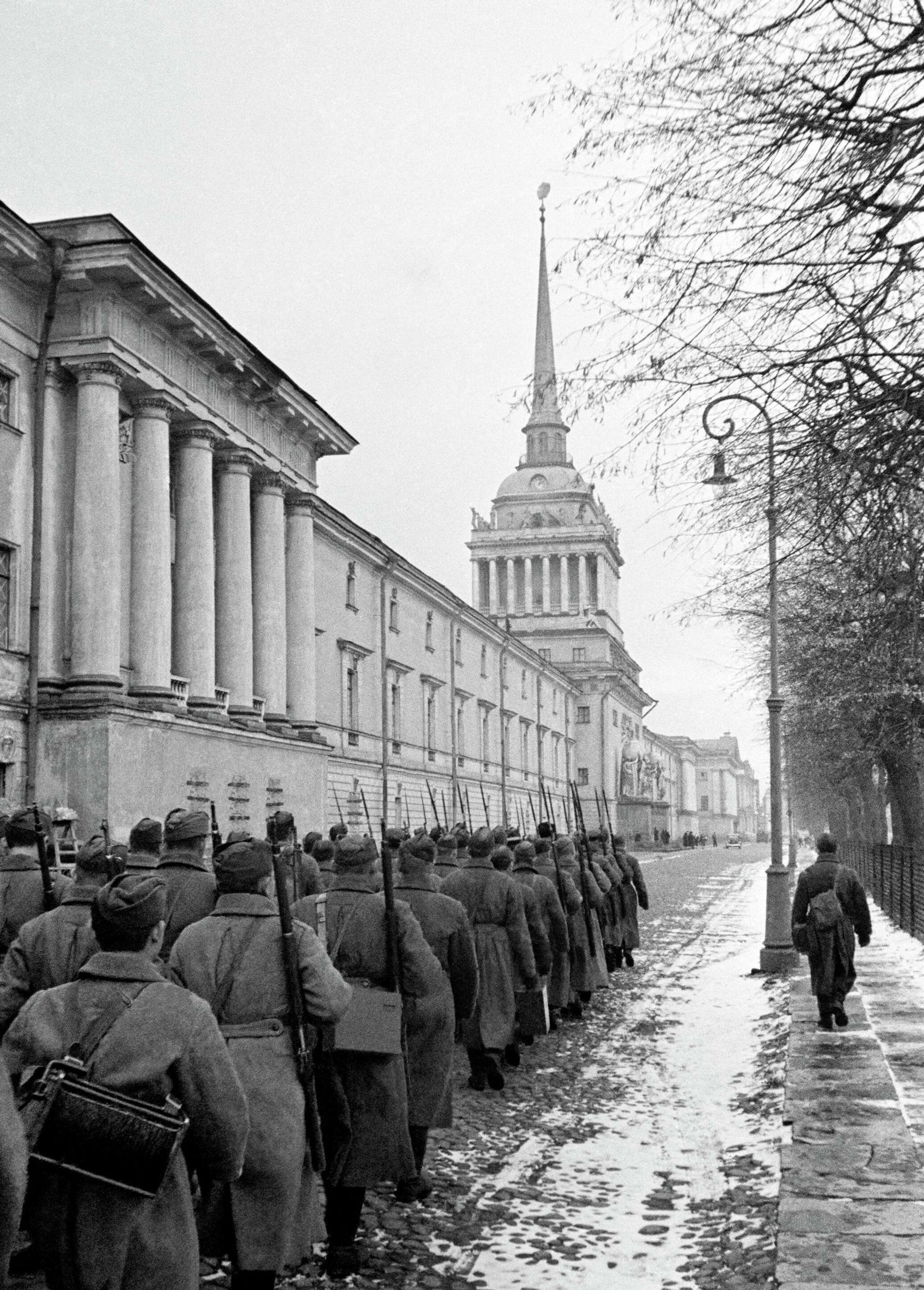
Troupes soviétiques à l'entraînement, Léningrad, 9 octobre 1941.
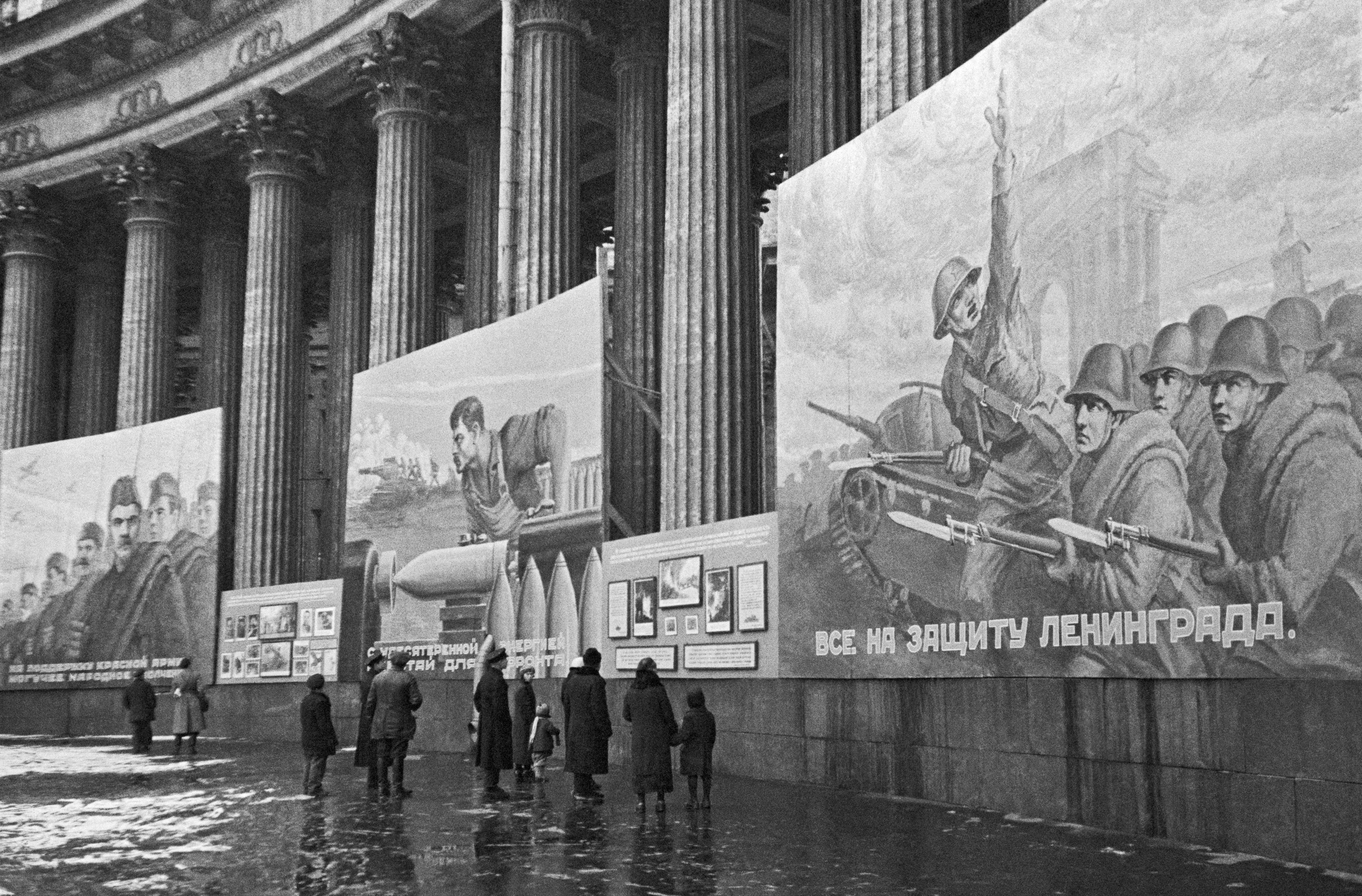
Affiches sur la façade de la cathédrale Notre-Dame-de-Kazan à Leningrad, octobre 1941.
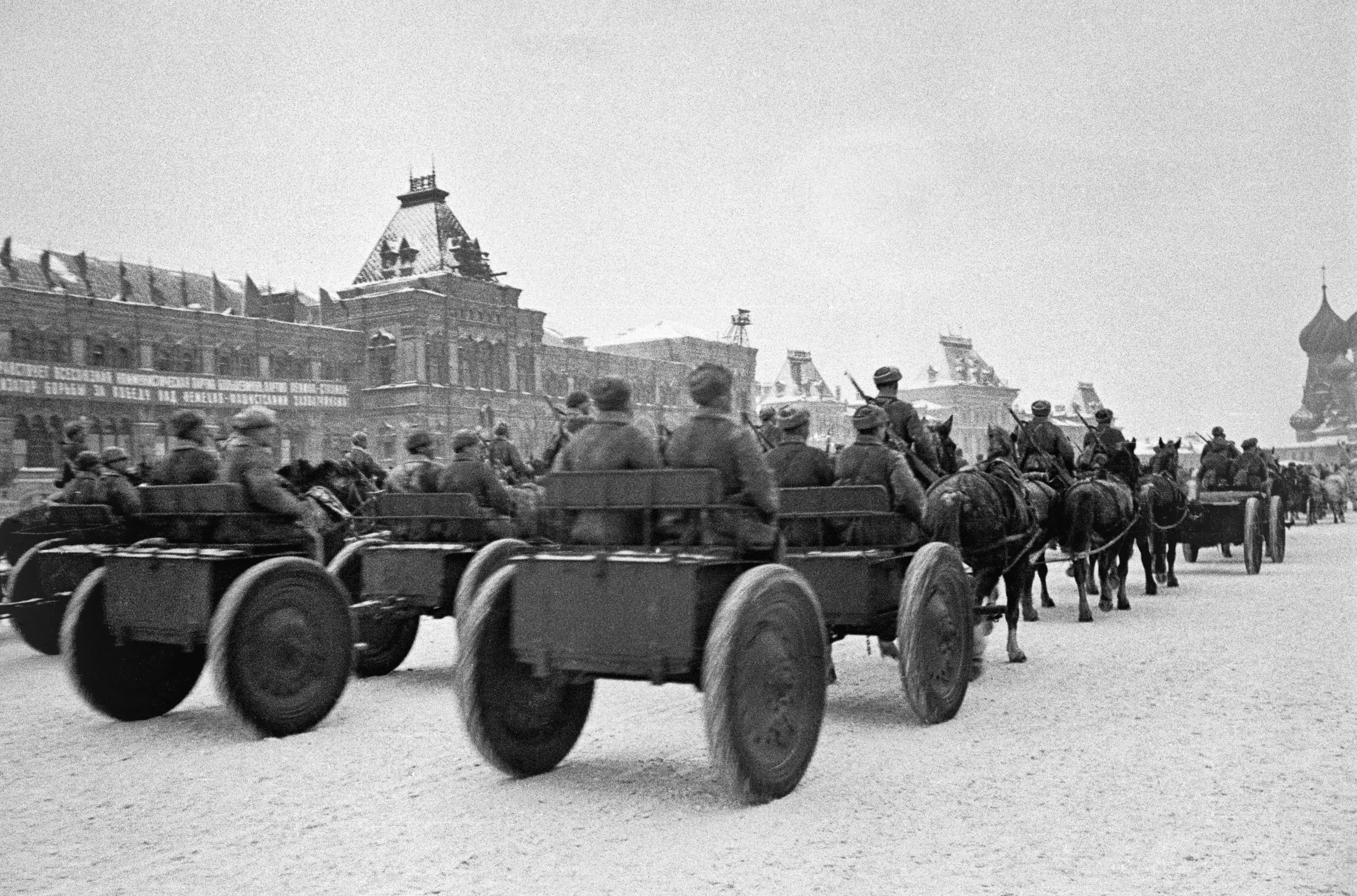
Troupes en route pour le front après une parade militaire à Moscou, 7 novembre 1941.
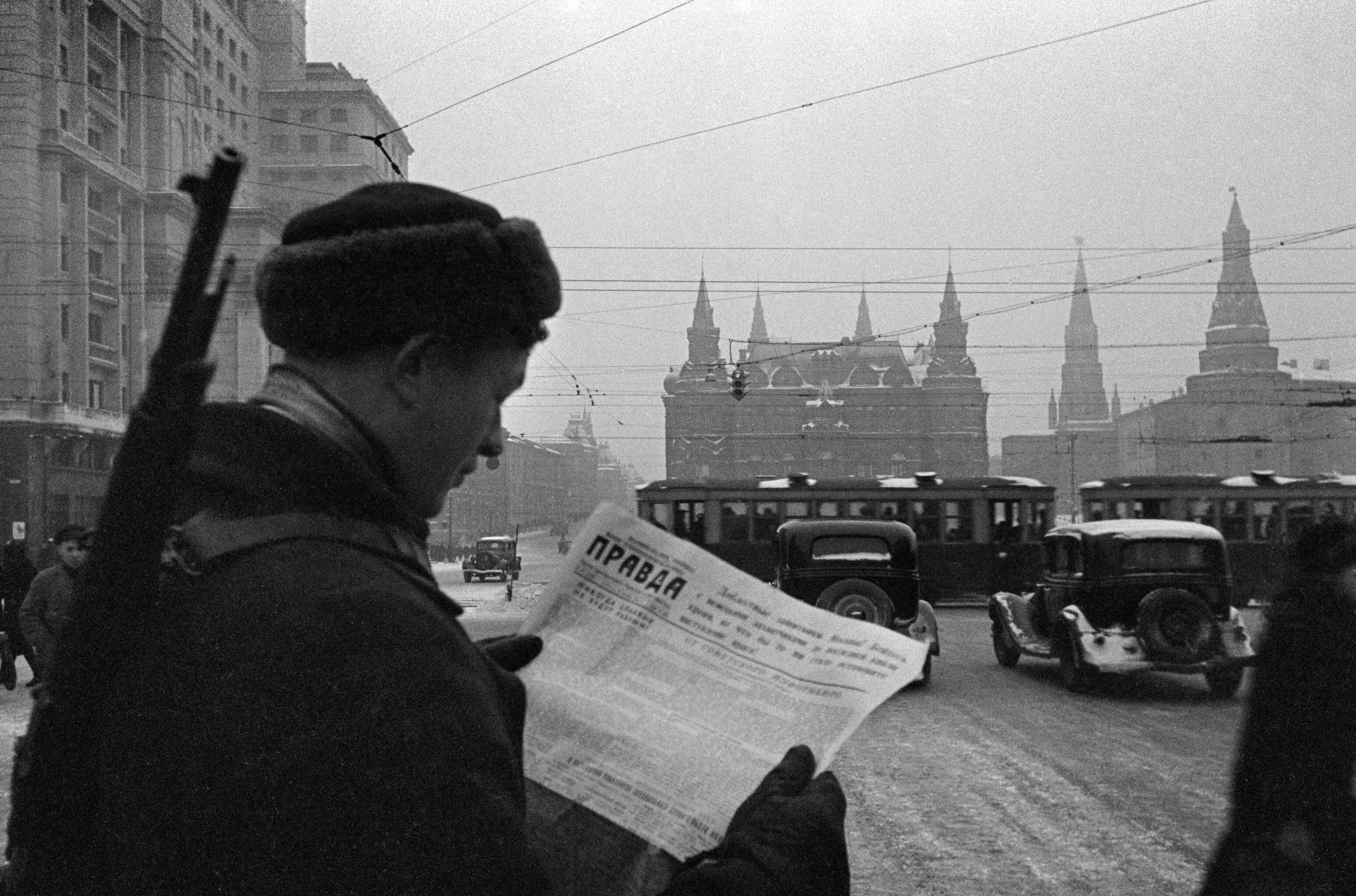
Vue de Moscou, 10 novembre 1941.
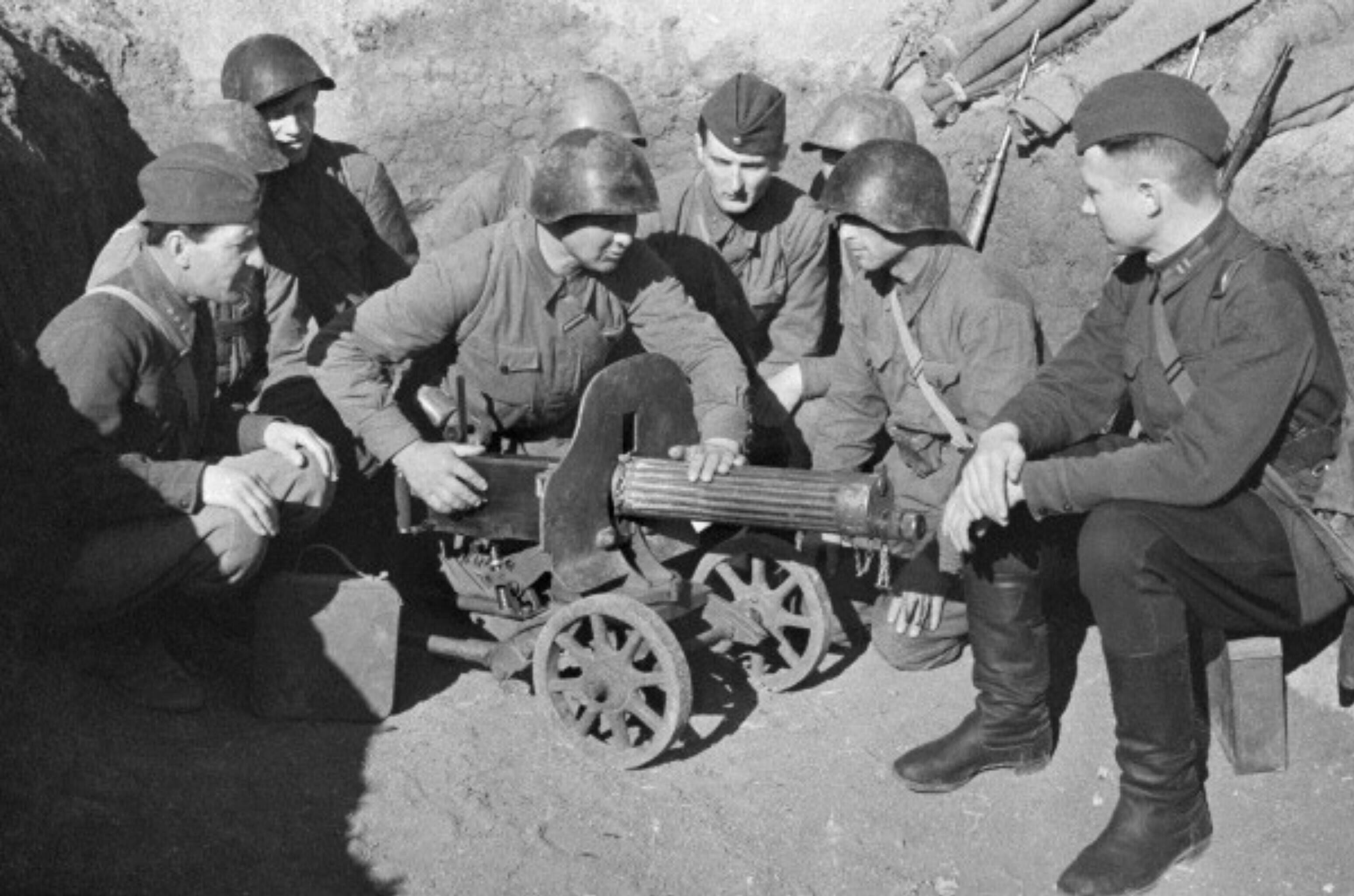
Le commissaire de bataillon Veselov, à droite, forme des soldats sur le front de Crimée, 19 mai 1942.
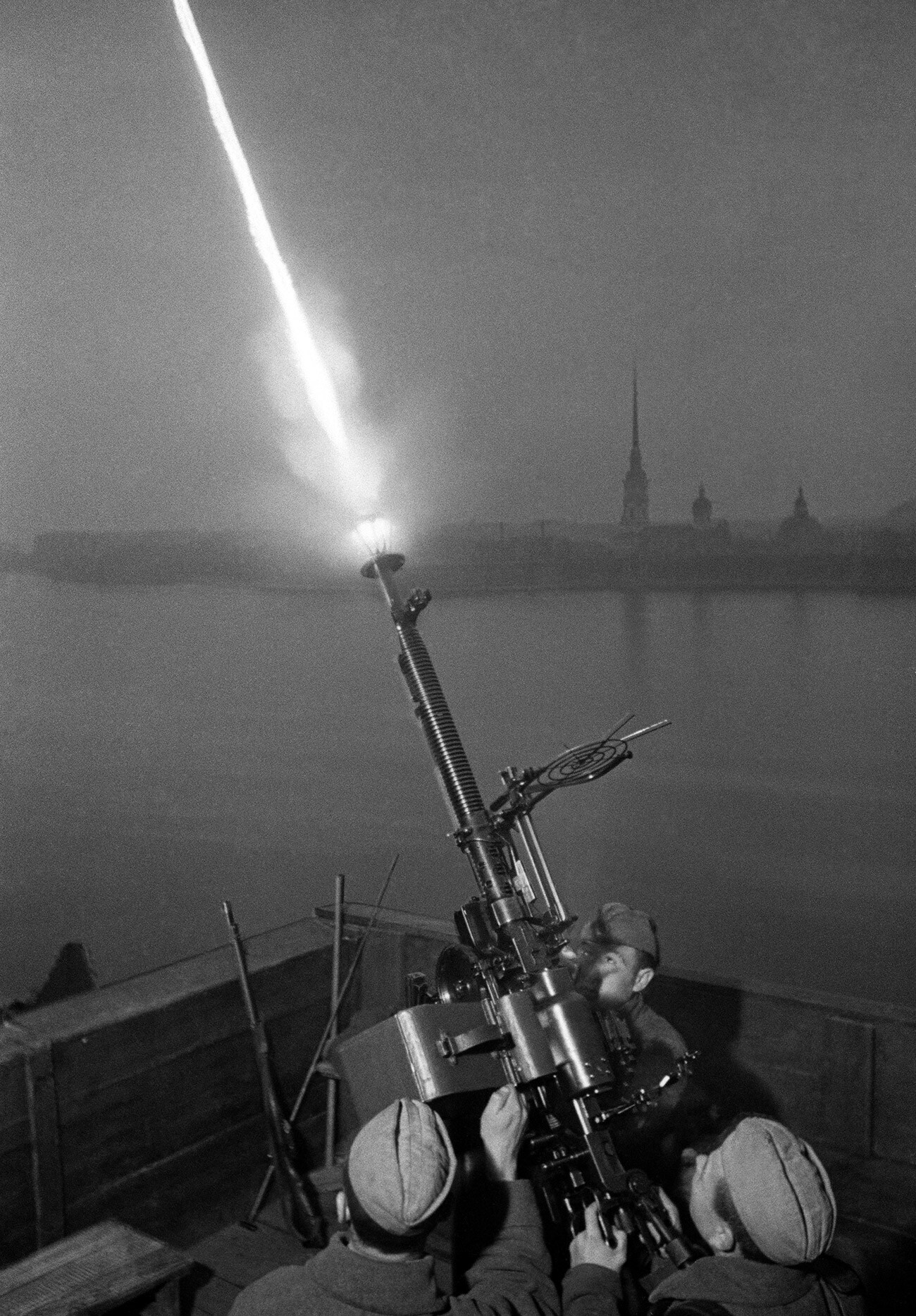
Canons antiaérien de l'équipe du sergent Fyodor Konoplyov tirant sur des avions ennemis, 9 octobre 1942.
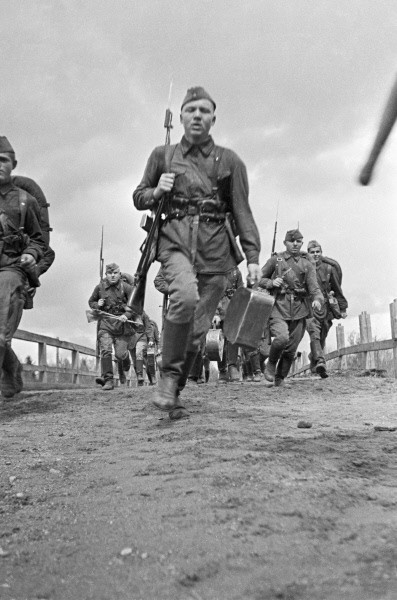
Soldats de l'Armée rouge à Leningrad, 10 octobre 1942.